# Никольскис, Евгений Александрович
Евгений Александрович Никольскис (лит. Eugenijus Nikolskis; сентябрь 1917 или 24 ноября 1917, Архангельск — 26 октября 1992) — литовский баскетболист и игрок в настольный теннис. Завоевал две золотые медали в составе мужской сборной Литвы по баскетболу на чемпионате Европы по баскетболу 1937 года и чемпионата Европы по баскетболу 1939 года.

## Биография
Во время Первой мировой войны его родители переехали в Российскую империю, где и родился Евгений Никольскис. В 1922 году вернулся в Литву и поступил в гимназию в Каунасе, которую окончил в 1936 году. Проходил службу в вооружённых силах Литвы.
Играл в настольный теннис и неоднократно выигрывал соревнования по этому виду спорта в Литве. В 1939 году в составе сборной Литвы участвовал в чемпионате мира по настольному теннису в Каире, где в составе команды Литвы занял 4-е место в командном турнире. С 1936 года также играл в баскетбол и дважды был приглашен в сборную Литвы по этому виду спорта. Играл на позиции лёгкого форварда и дважды выигрывал чемпионат Европы по баскетболу в 1937 и 1939 годах.
Работал в различных каунасских компаниях, после окончания Второй мировой войны переехал в Вильнюс, где работал тренером общества настольного тенниса «Спартак». С 1953 года жил в Москве, был главным тренером московского общества «Спартак».
Бронзовый призер в парном разряде первого чемпионата СССР по настольному теннису в 1951 году.
Один из воспитанников Евгения Никольскис - Сергей Давидович Шпрах, впоследствии главный тренер женской сборной команды СССР по настольному теннису и Заслуженный тренер СССР.
Скончался в Москве 26 октября 1992 года в возрасте 74 лет.